# Beta Lyrae-variabel
Beta Lyrae-variabel (EB) är en typ av förmörkelsevariabel.  Det är frågan om dubbelstjärnor där ljuskurvan ständigt växlar, så det inte finns någon tydlig gräns för förmörkelsernas start- och slutpunkter. Detta beror på att en komponent i systemet är så utvecklad att den fyllt sin Roche-lob och blivit ellipsformad, och komponenternas står i kontakt med varandra, s.k. kontaktbinärer. Primär- och sekundärminima är ändå tydligt urskiljbara. Prototypstjärnan Beta Lyrae är inte något riktigt bra exempel för sin klass, eftersom det är ett nästan unikt system, troligen med en komponent dold i en stoftskiva.
Beta Lyrae-stjärnor består av stjärnor med stora massa och är jättar eller superjättar. De befinner sig så nära varandra att stjärnorna fått en ellipsoid form och det pågår massöverföring mellan dem.

## Några ljusstarka variabler
Prototypstjärnan heter Beta Lyrae, med egennamnet Sheliak. Dess variabilitet upptäcktes 1784 av den engelske astronomen John Goodricke.
Den ljusstarkaste stjärnan på himlen bland Beta Lyrae-variablerna är Pi Scorpii i Skorpionens stjärnbild. Här följer en lista med de tio ljusstarkaste. Prototypstjärnan Beta Lyrae befinner sig där på tredje plats.
- Pi Scorpii – 2,88-2,91
- Xamidimura (My1 Scorpii) – 2,94-3,22
- Beta Lyrae  – 3,30-4,35
- Zeta Andromedae – 3,92-4,14
- Tau Canis Majoris – 4,32-4,37
- V Puppis – 4,35-4,92
- Ypsilon Sagittarii – 4,53-4,61
- Delta Pictoris – 4,65-4,90
- PU Puppis – 4,69-4,75[5]
- UW Canis Majoris – 4,84-5,33[6]